# Akanthophoreus crassicauda
Akanthophoreus crassicauda is een naaldkreeftjessoort uit de familie van de Akanthophoreidae. De wetenschappelijke naam van de soort is voor het eerst geldig gepubliceerd in 2007 door Bird.